# 下京警察署

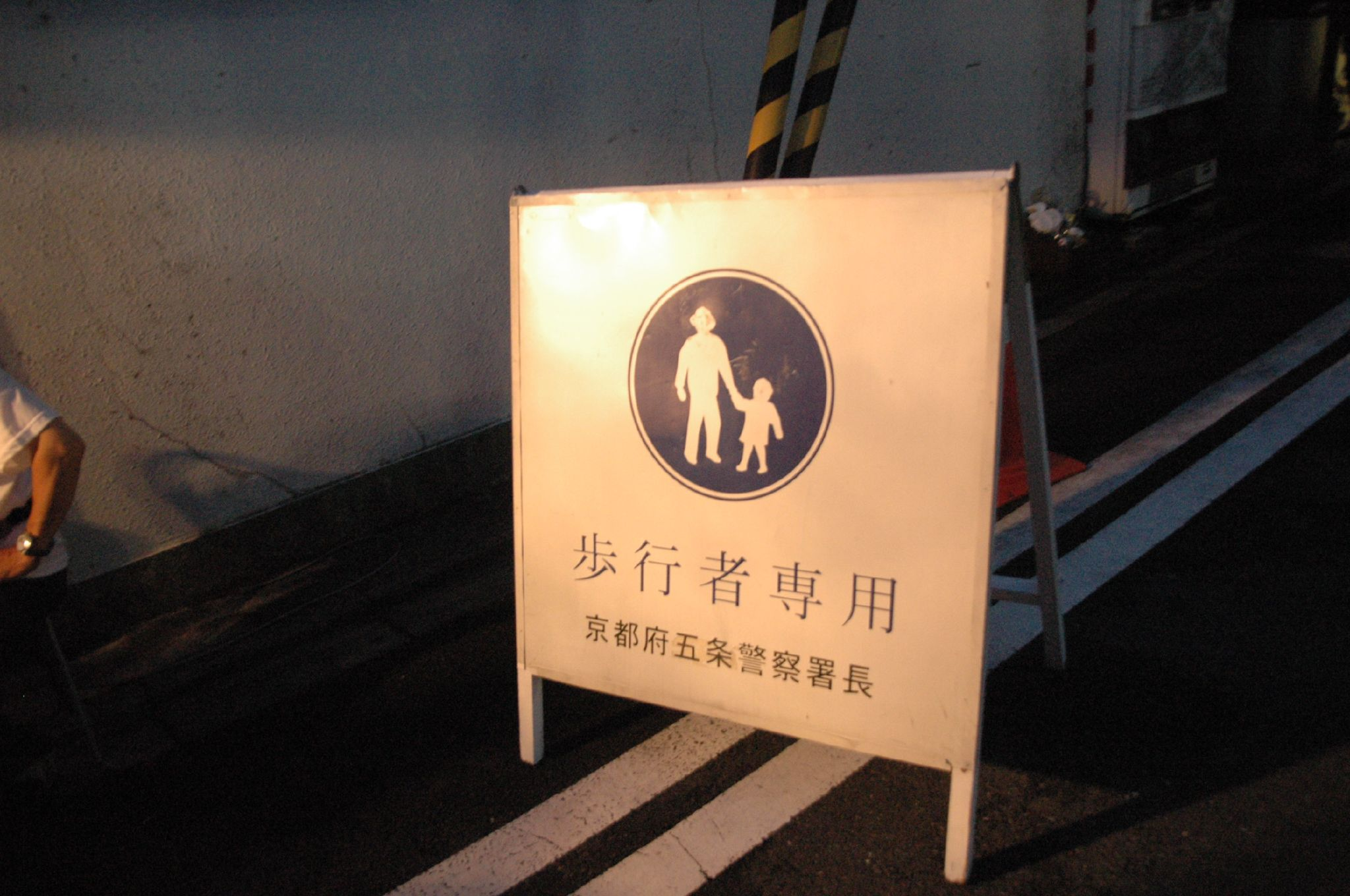
祇園祭の車両規制のため置かれた京都府五条警察署長による臨時標識（2010年）

下京警察署（しもぎょうけいさつしょ）は、京都府警察が管轄する警察署の一つである。署員数約270名の大規模警察署であり、署長は警視正。

## 概要
旧称は五条警察署（ごじょうけいさつしょ）であったが、京都府警察による警察署等再編に伴い名称を変更のうえ、同署の管轄区域および旧 堀川警察署・旧 七条警察署管轄区域のうち京都市下京区の部分を継承した。
管内には京都市の玄関口である京都駅や、京都最大の繁華街である四条河原町の一部がある。
- 所在地 : 京都市下京区烏丸通高辻上る大政所町682番地
- 管轄区域 : 京都市下京区の全域。

## 沿革
- 1873年（明治6年） : 京都府初の警察所として、中立売警察所（のちの中立売警察署→廃止）とともに開所。当時の所名は下京警察所であった。
- 1955年（昭和30年）7月1日 : 京都市警察が京都府警察に統合される。
- 2007年（平成19年）4月1日 : 京都府警察による「警察署等の再編整備実施計画」に基づき、新たに前日まで中立売警察署が管轄していた中京区の一部を管轄に加える。
- 2012年（平成24年）4月1日 : 京都府警察による「警察署等の再編整備実施計画」に基づき、署名を下京警察署に変更する。廃止された旧堀川警察署・旧七条警察署の管轄区域のうち、下京区内について統合する。

## 内部組織
- 会計課 - 会計係
- 警務課 - 警務係、留置管理係、犯罪被害者支援係、広聴・相談係
- 生活安全課 - 生活安全係、人身安全・少年係、保安係
- 地域課 - 地域第一係、地域第二係、地域第三係、地域管理係、機動警ら隊
- 刑事課 - 捜査管理係、強行犯係、知能犯係、盗犯係、鑑識係、組織犯罪対策係
- 交通課 - 交通総務係、交通指導係、交通事故捜査係
- 警備課 - 警備係

## 交番
新京極・仏光寺・元両替町・高辻の各交番は旧五条警察署、中堂寺交番は旧堀川警察署、七条堀川・七条新千本・西八条・花屋町・塩小路・京都駅北の各交番は旧七条警察署の交番であった。
　　（ ）の中は所在地。
- 新京極交番（下京区四条通寺町東入御旅宮本町16）
- 仏光寺交番（下京区仏光寺通高倉西入新開町397）
- 元両替町交番（下京区室町通松原下る元両替町242-1）
- 高辻交番（下京区高辻通河原町西入恵美須之町520-12）
- 東洞院六条交番（下京区東洞院通花屋町下ル富田町374）
- 中堂寺交番（下京区中堂寺命婦町20）
- 七条交番（下京区烏丸通七条下る東塩小路町707番2 京都駅前地域防犯ステーション内）
- 七条堀川交番（下京区七条通堀川西入八百屋町179）
- 七条新千本交番（下京区朱雀堂ノ口町市有地）
- 西八条交番（下京区七条御所ノ内南町91）
- 花屋町交番（下京区西七条八幡町31[1])
- 塩小路交番（下京区上之町14-8）

## 警備派出所
（ ）の中は所在地。
- 京都駅警備派出所（下京区烏丸通塩小路下る東塩小路町 京都駅ビル1階）

## 主な事件
旧五条警察署時代の事件を含む。
- スナックママ連続殺人事件
- 京都小学生殺害事件
- Winny事件 - ソフトウェアを制作したプログラマーの金子勇を逮捕した。
- 悪徳商法?マニアックス管理人の個人情報漏洩事件
- 株式会社ウェディング事件

### 未解決事件
- 木屋町四条路上における傷害致死事件 - 未解決[2]
- 京都府下京区輸入雑貨商強盗殺人事件